# Лозенец (Бургасская область)
Лозенец (болг. Лозенец) —  село в Болгарии. Расположено на побережье Чёрного моря. Находится в Бургасской области, входит в общину Царево. Население составляет 740 человек. 

## Политическая ситуация
Лозенец подчиняется непосредственно общине и не имеет своего кмета.
Кмет (мэр) общины Царево — Георги Лапчев (Граждане за европейское развитие Болгарии, ГЕРБ) по результатам выборов в правление общины.